# Po Ya (cràter)
Po Ya és un cràter d'impacte en el planeta Mercuri de 101 km de diàmetre. Porta el nom del músic xinès Bo Ya (segle viii aC), i el seu nom va ser aprovat per la Unió Astronòmica Internacional el 1976.